# Yves Charnay
Pour les articles homonymes, voir Charnay.
Yves Charnay, né le 25 janvier 1942 à Saint-Chamond, est un artiste français.

## Biographie
Yves Charnay est né en 1942 à Saint-Chamond.

## Occupation artistique

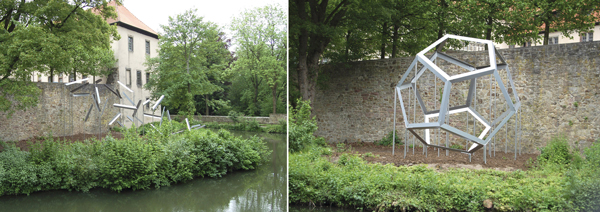
Time unfurled - Anamorphosis, Schloss Brake, Lemgo, 2006.

Yves Charnay est un peintre, réalisateur et enseignant aux arts déco à Paris
En 1974, Yves Charnay de l'École Nationale Supérieure des Arts Décoratifs à Paris a commencé à explorer la température de couleur et les propriétés iridescentes des LC.
Il s'occupe ces dernières années surtout des œuvres de lumières et des installations. Un nombre de ses œuvres se trouve à l'étranger, comme Les couleurs de l'esprit dans le parlement du Land de Saxe-Anhalt (Allemagne) ou Le temps déployé une anamorphose 3D à Lemgo (Allemagne), qui était réalisée en coopération avec Claude Prévost. En plus d'être un artiste de lumière et d'objet, il apparaît aussi comme peintre, conservateur des expositions internationales, scénariste et conseiller artistique pour le cinéma et la télévision.

## Œuvres
- Des couleurs tombées du ciel - 2000, Apt en Provence, France
- Notre Dame des couleurs - 2002, Soulatgé, France
- L’azur en pré fleurit - 2002, Louroux, France
- Lumière -2002, Enghien-les-bains, France
- Les couleurs de l’esprit - 2003, parlement du Land de Saxe-Anhalt, Magdeburg, Allemagne
- Poème en vers nanométriques - 2004, Magdeburg, Allemagne
- Innocence - 2005, Brive, France
- Jardin à la française - 2005, Hangzhou, Chine
- Les calligraphies du vent - 2005, Shanghai, Chine
- Le temps déployé - 2006,  Weserrenaissance-Museum, Lemgo, Allemagne
- Conversation - 2006, Lyon, France
- Farbcharta für Tanggu - 2008, Tanggu, Chine
- Gestes réfléchis - 2009, Jiang Yin, Chine
- Lumière mise en œuvre - 2010, Albi, France
- Peintures évolutives en cristal liquide[6]

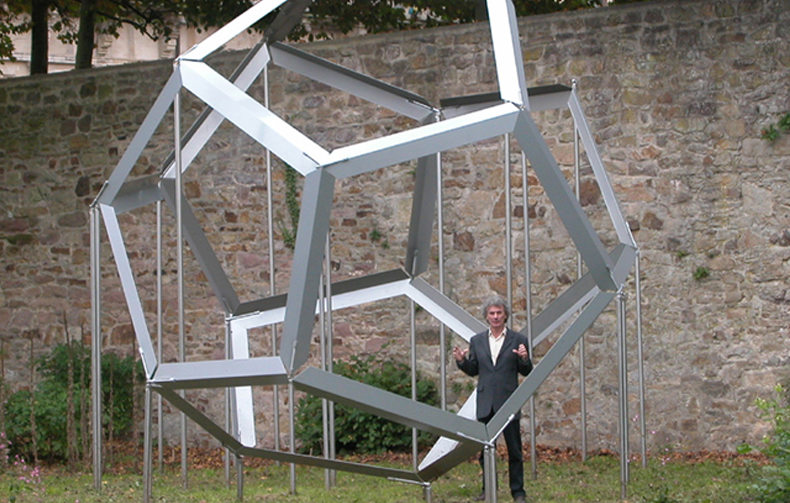
Anamorphose-Le Temps déployé
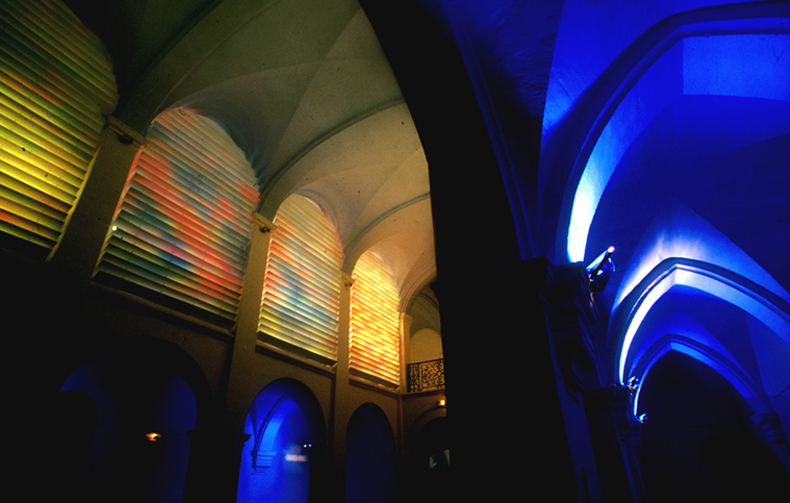
Couleurs tombées du ciel
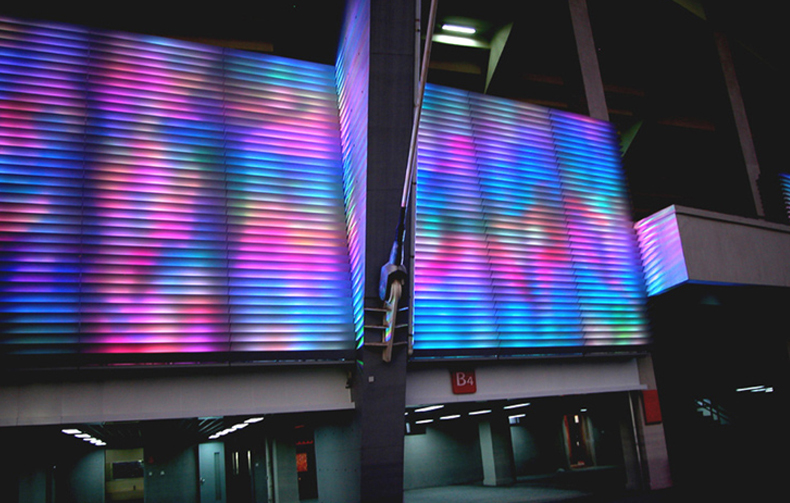
Gestes réfléchis
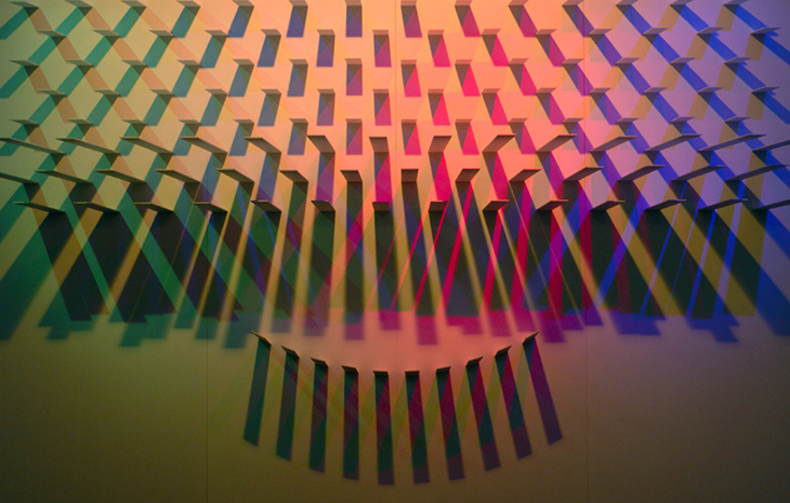
Les Couleurs de l'esprit
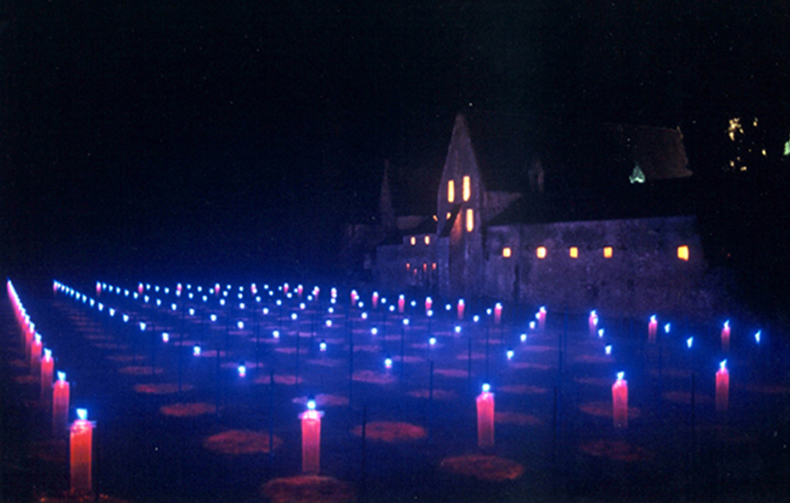
L'Azur en pré fleurit

## Réalisateur
- L'homme blessé, Mordes, grand prix du premier festival du film[7]